# Raupenschlepper Ost
A Raupenschlepper Ost (magyarul: „Kelet lánctalpas vontató”), röviden RSO német könnyű lánctalpas vontatójármű volt, melyet a német haderő részére fejlesztett ki az osztrák Steyr 1500 A típusából a második világháború elején. Főként a kelet-európai hadszíntér mostoha viszonyaira tervezték, ahol a féllánctalpas és gumikerekes tehergépjárművek képtelenek voltak haladni a felázott, sártengerré váló járhatatlan utakon. Hasonló kialakítású vontatójárműveket a szovjet és nyugati szövetségesek is bevetettek a háború idején.
Harckocsi elhárításra kifejlesztett változata a PaK 40-nel felszerelt RSO mit Pak 40 (sf, selbstfahrlafette).
Nagy hasonlóságot mutat ezzel a típussal a hidegháború idején, a svéd Hägglunds által kifejlesztett Bandvagn 206, melyet napjainkban is széleskörűen alkalmaz 25 ország (köztük a Bundeswehr is).

## Története
Miután a németek első őszi-téli offenzívájukat indították 1941-ben az orosz fronton szembesültek, hogy a rendkívül primitív utak találhatók a Szovjetunióban. A tavaszi és őszi esőzések sártengerré változtatták az utakat amely komoly ellátási gondokat okozott a Wehrmacht egységeinek. Ezért igény mutatkozott egy új járműre, amely megbirkózik a mostoha körülményekkel. Az osztrák Steyr javasolt egy kicsi, olcsón előállítható járművet, amely az 1,5 tonnás Steyr 1500 A kisteherautó alapján készült és használatban volt a német hadseregben. A vontatót 1942-ben állították hadrendbe mint Raupenschlepper Ost (RSO). Elsődleges feladata a szállítás és tüzérségi egységek ellátása lett volna de mivel megbízhatónak bizonyult ezért mindenfajta szerepet rábíztak. Hamarosan a megrendelések száma felülmúlta termelési kapacitását ezért több gyártót is be kellett vonni a termelésbe, hogy megfeleljenek az egyre növekvő igényeknek.
Napjainkban is széleskörűen alkalmaz 25 ország köztük a Bundeswehr is hasonló típusokat. Ilyen például a hidegháború idején kifejlesztett svéd Bandvagn 206. 

## Technika
A vontatót Cletrac típusú differenciálművel szerelték. A motort a padlón a vezetőfülkében helyezték el közvetlenül a kuplunggal és a sebességváltóval. A sebességváltó négy előremeneti és egy hátrameneti fokozatú volt. A futómű négy nagy préselt acélból készült gumiperem nélküli lemezkerékből állt mindkét oldalon párban, elliptikus laprugókkal és láncfeszítő görgőkkel. Kormányzást függőleges karokkal végezték, amely hidraulikus fékeket üzemeltetett azaz forduláskor a lánckereket fékezték. A létra alváz hátul rugós csapos vonóhoroggal volt felszerelve. Gázlómélysége 85 cm, szabad hasmagassága 55 cm, lánctalpa 32 cm (téli 60 cm) amely lehetővé tette, hogy a jármű mozogni tudjon a legrosszabb körülmények között is. A vezetőfülke acélból, később 1944-től takarékossági okokból préselt fából készült. A mérete 4425 mm hosszú, 1990 mm széles és 2530 mm magas volt ponyvával. A meghajtást egy 3500 cm³-es léghűtéses V-8-as benzin üzemű motor szolgáltatta amellyel 17,2 km/h (RSO/03 14 km/h) sebességet ért el kiépített úton. Az üzemanyag-ellátást egy 180 literes tartály biztosította amellyel akár 300 km-t is megtett a vontató. A jármű tömege üresen 5500 kg, hasznos teherbírása 1500 kg, maximális vontatható tömege pedig 2000 kg volt.

## RSO/PAK40
1943-ban a gyalogságnak égetően szüksége volt páncéltörő fegyverekre viszont a vontatott lövegek mozgatása szinte lehetetlen volt a  járhatatlan utak miatt. Ráadásul az ágyúk vészhelyzeti áthelyezésekkor hatalmas veszteségeket szenvedtek mivel a nappali fényben könnyen észrevették az ellenséges tüzérségi megfigyelők a teherautók magas sziluettjét. A probléma megoldására az OKW javasolta a tökéletesen bevált és olcsón előállítható RSO alapjára építsenek rá egy 7,5 cm Panzerabwehrkanone 40 páncéltörő ágyút és ezzel egy új önjáró löveghordozót hozzanak létre. Miután Hitler látta a terveket elrendelte egy limitált darabszámú önjáró löveg legyártását és harctéri tesztelését.
A projektet Steyr cég vállalta. Az RSO felfüggesztésén és futóművén nem változtattak, de a vezető kabin helyett egy alacsony, könnyen páncélozott felépítmény helyeztek. Az eredmény egy könnyű, olcsón előállítható és rendkívül mobil gyalogsági páncéltörő fegyver lett. Bár a járművet a gyalogsági páncéltörő egységeknek szánták mégis először a páncélos egységek kaptak belőle (Panzerjäger-Abteilungen 743 és 744, valamint a 18. páncélgránátos hadosztály), mivel sürgősen szükség volt az elavult páncélosok cseréjére. A járműnek viszont komoly hiányosságai is voltak. Ilyen volt például a jármű alacsony sebessége és gyenge páncélozottsága, amely elkerülhetetlenül vezetett hogy más harcjárművekkel nem tudták együtt bevetni és a személyzet is ki volt téve az ellenséges fegyvereknek. Végül körülbelül 60 darabot gyártottak belőle. 1943 októberében tesztelték a jármű továbbfejlesztett változatát, amely egy szélesebb futóművet és lánctalpakat, valamint egy erősebb, kevésbé zajos V8-as benzinmotort kapott, hogy elbírja a 8,8 cm Panzerabwehrkanone 43 ágyút. Ezek a változások javították a teljesítményt és csökkentették a súlypontját. A tervek szerint a termelés 1944-ben indították volna be de a szovjetek időközben elfoglalták a gyárat.

## Változatok
Az RSO három változatban készült sorozatban.
RSO/01 Alapváltozat zárt kabinnal.
RSO/02 Harckocsi-elhárításra kifejlesztett változata a PaK 40-nel felszerelt (RSO mit Pak 40 sf) önjáró löveg.
RSO/03 Dízel motorral felszerelt egyszerűsített változat félig nyitott, fából készült kabinnal.

## Galéria

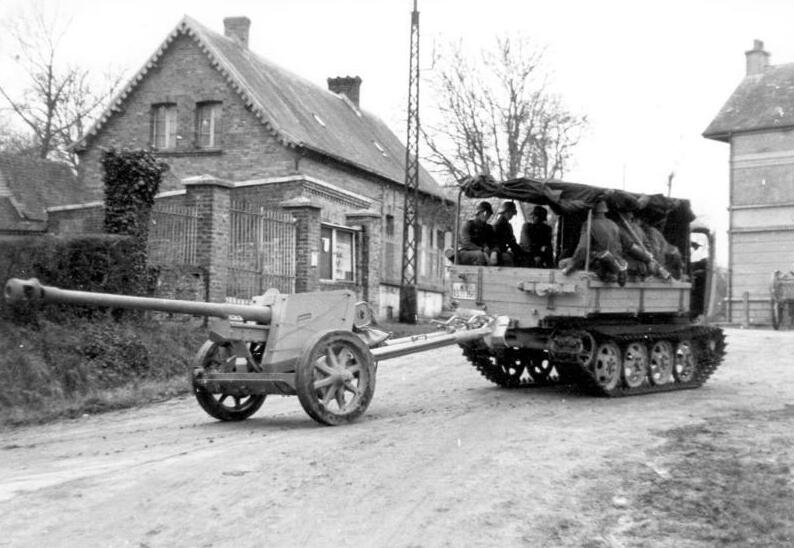
Egy RSO 01, amely PaK 40-et vontat franciaországban (1943).
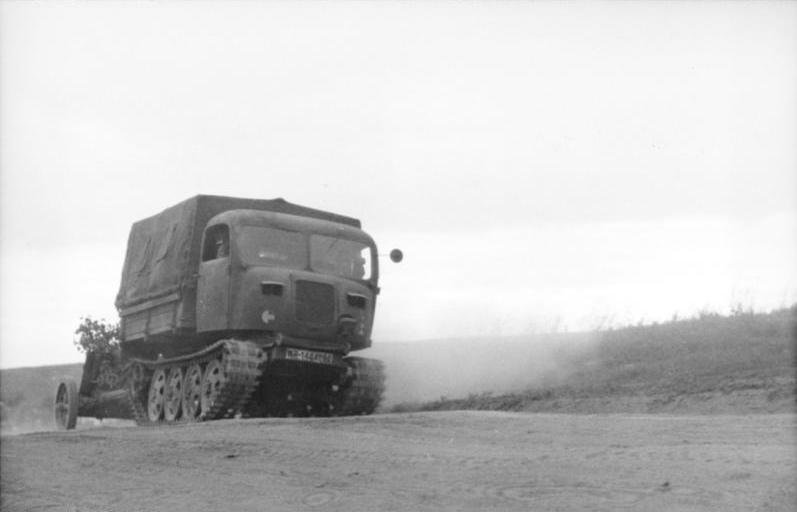
Keleti vontató a Citadella hadművelet idején 1943. június 21.
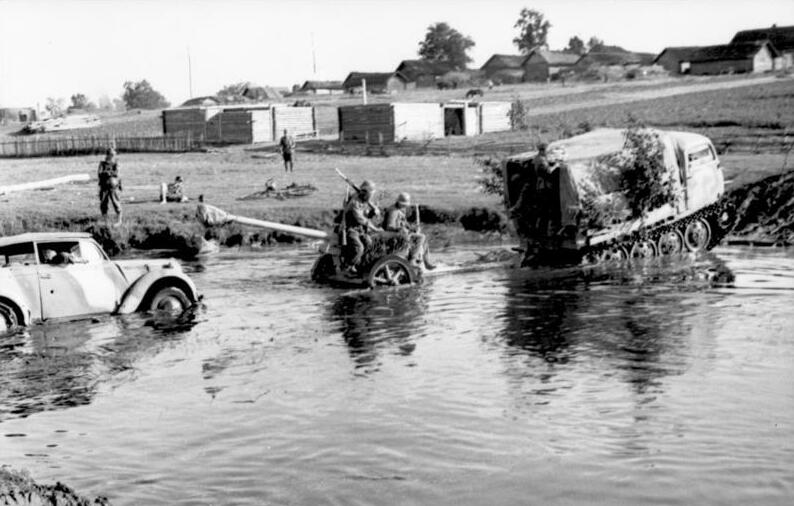
RSO vontat egy PaK 40 ágyút a Szovjetunióban (1944).
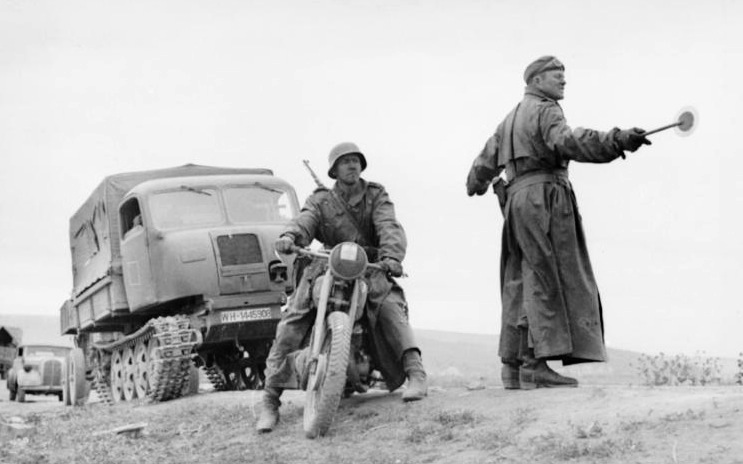
A Raupenschlepper Ost (RSO) szolgálatba áll közvetlenül a Kurszki csata előtt.
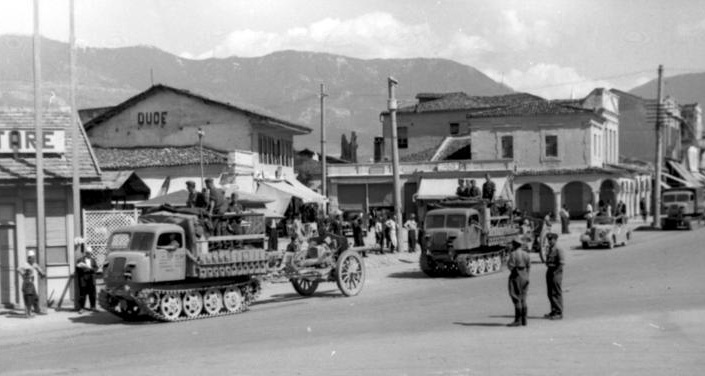
Raupenschlepper Ost egy 10,5 cm-es tarackágyút húz az Albán fővárosban, Tiranában, miután 1943 szeptemberében átvette a várost az olaszoktól.
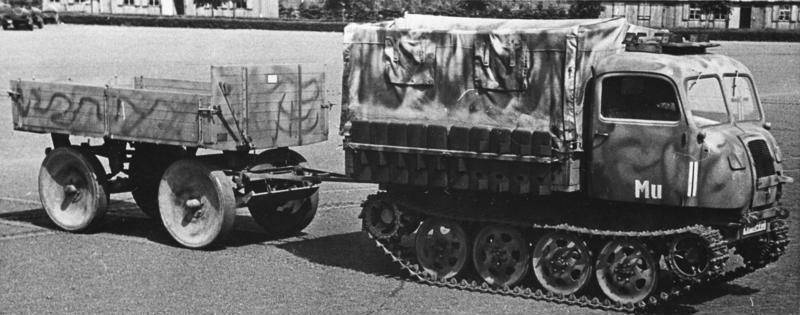
2 tonnás teherbírású pótkocsit vontató RSO 01 (1942).

## Lásd még
- Sd.Kfz. 3
- Sd.Kfz. 7
- T–20 Komszomolec

## Külső hivatkozások
- Raupenschlepper-Ost – lexikon-der-wehrmacht.de (németül)
- Steyr 1500 and RSO – steyr1500.com (angolul)
- Raupenschlepper Ost – panzerkeil.dre.hu (magyarul)
- Raupenschlepper Ost, HyperScale Resource Guide No. 3 – clubhyper.com (angolul)
- Raupenschlepper OST (Steyr typ RSO/01) Archiválva 2010. november 10-i dátummal a Wayback Machine-ben (angolul)
- RSO mit Pak 40 (sf), részletfotók – panzer-modell.de (németül)